# Vojtěch Belling
Vojtěch Belling (* 31. března 1981 Mělník) je český politolog, historik, právník a vysoký státní úředník. Od září 2011 do února 2014 byl státním tajemníkem pro EU při Úřadu vlády ČR. V současnosti působí jako ředitel sekce regulace a mezinárodní spolupráce v České národní bance a je docentem politologie na Univerzitě Jana Evangelisty Purkyně v Ústí nad Labem.

## Život

### Vzdělání a studijní pobyty
Po maturitě na Gymnáziu Jana Keplera v Praze v roce 1999 vystudoval mezinárodní teritoriální, německá a rakouská studia na Fakultě sociálních věd Univerzity Karlovy (Mgr., PhDr.), souběžně magisterské studium historie na Filozofické fakultě UK a následně právo na Právnické fakultě UK. Mezi lety 2006–2010 absolvoval doktorské studium na FSV UK (PhD.). Za svou disertační práci získal Bolzanovu cenu za r. 2010 udělovanou rektorem Univerzity Karlovy. V roce 2016 se habilitoval na Masarykově univerzitě v oboru politologie. V letech 2007–2010 pobýval na dlouhodobém výzkumném pobytu na Institutu politických věd Univerzity v Heidelbergu, kde přednášel politickou teorii. Vedle toho absolvoval studijní pobyt na Univerzitě Ludvíka Maxmiliána v Mnichově (2002), měsíční stáž k problematice evropského práva pro mladé diplomaty na Katolické univerzitě v Lovani (2003), vědeckou stáž na Institutu für Zeitgeschichte v Mnichově (2006) a výzkumný pobyt na Ruprecht-Karls-Universität v Heidelbergu (2006 až 2009). Absolvoval rovněž badatelské pobyty v Kostnici a ve Vídni v letech 2000 a 2001. Mluví plynně francouzsky, německy, anglicky a ovládá základy ruštiny, nizozemštiny a klasickou latinu a starořečtinu.

### Veřejné, akademické a politické aktivity
V letech 2002– 2004 pracoval na Ministerstvu zahraničních věcí nejprve jako referent, následně analytik a poradce, mezi léty 2006-2007 působil na Ministerstvu práce a sociálních věcí jako externí poradce ministra práce a sociálních věcí Petra Nečase pro oblast evropské rodinné politiky. (Na MPSV byl již předtím v roce 2004 vedoucím oddělení rodinné politiky a hlavním redaktorem Národní zprávy o rodině schválené vládou na podzim 2006.) Od r. 2004 přednášel na Vysoké škole finanční a správní, později též na Právnické fakultě Univerzity Karlovy a na Vysoké škole veřejné správy a mezinárodních vztahů v Praze. V letech 2005 - 2007 pracoval rovněž jako analytik Občanského institutu. Byl členem Vědecké rady Ministerstva zahraničních věcí (2004 – 2006) a je členem Rady Česko-německého diskusního fóra (funkční období 2002 – 2004, 2004 – 2006 a 2011 - 2012) a redakční rady časopisu Mezinárodní politika (od roku 2004), působil jako stálý host Rady Česko-německého diskusního fóra (2006–2008, 2008–2010).
Od roku 2000 do r. 2005 byl členem zahraniční komise KDU-ČSL, od roku 2002 do r. 2004 pak místopředsedou Junior klubu křesťanských demokratů pro zahraniční otázky a předsedou zahraniční komise JKKD. Od r. 2007 je nestraník.
Od října 2010 pracoval jako vrchní ředitel Sekce pro evropské záležitosti při Úřadu vlády ČR, poté, co do této instituce nastoupil jako zástupce ředitele odboru a posléze ředitel odboru již dříve za úřednické vlády, v době kdy úřad ministra pro evropské záležitosti zastával Štefan Füle. Nečasův kabinet na svém zasedání 31. srpna 2011 schválil vytvoření postu státního tajemníka pro Evropskou unii, do níž byl jmenován právě Belling. Novou funkci, jejíž nositel vykonává dosavadní kompetence ředitele uvedené sekce, bylo dle premiéra a vlády zapotřebí. V reakci na vytvoření této funkce, kterou vláda schválila na svém zasedání bez účasti ministrů za TOP 09, se ministr Karel Schwarzenberg rozhodl zřídit pozici státního tajemníka pro EU i při Ministerstvu zahraničních věcí a do této funkce jmenovat svého náměstka Jiřího Schneidera. Tato funkce státního tajemníka pro EU při MZV byla zrušena v září 2013.
Od 2. září 2014 nastoupil na pozici ředitele odboru Evropské unie a mezinárodních organizací do České národní banky. Od 1. července 2018 byl jmenován ředitelem sekce regulace a mezinárodní spolupráce. V únoru 2025 byl jmenován členem Legislativní rady vlády.
Je držitelem důstojnického kříže Řádu za zásluhy uděleného prezidentem Maďarské republiky.

## Publikační činnost
Vojtěch Belling publikoval řadu studií z historie, práva a politologie, zvláště k problematice politické teorie a právní filosofie a dále i rodinné politiky v Evropské unii, a to v několika sbornících a v řadě časopisů (Paginae Historiae, Politologický časopis, Ústecký sborník historický, Studia germanica et austriaca, Mediaevalia Historica Bohemica, Mezinárodní politika, Právněhistorické studie, Právní rozhledy, Časopis pro právní vědu a praxi, Právník aj.)

### Knižně vydal
- Středověká sakrální architektura na Frýdlantsku, Unicornis. Praha 2003 (společně s Lucií Kracíkovou)
- Legitimita moci v postmoderní době aneb proč potřebuje Evropská unie členské státy. Masarykova univerzita. Brno 2009
- Kontrola dělby pravomocí a perspektivy kompetenčního soudnictví v Evropské unii.Problém posledního rozhodování o unijních aktech ultra vires (společně s Lenkou Pítrovou a Janem Malířem), AV ČR, Ediční řada ÚSP, 2011